# Cannibal Corpse
Cannibal Corpse – amerykańska grupa muzyczna wykonująca death metal. Powstała w 1988 roku w Buffalo w stanie New York. Według danych z 2003 roku wydawnictwa zespołu w samych Stanach Zjednoczonych sprzedały się w nakładzie 558 929 egzemplarzy. Jednym z najsłynniejszych fanów zespołu jest Jim Carrey, dzięki któremu Cannibal Corpse wystąpili w filmie Ace Ventura: Psi detektyw wykonując w nim utwór "Hammer Smashed Face".

## Historia

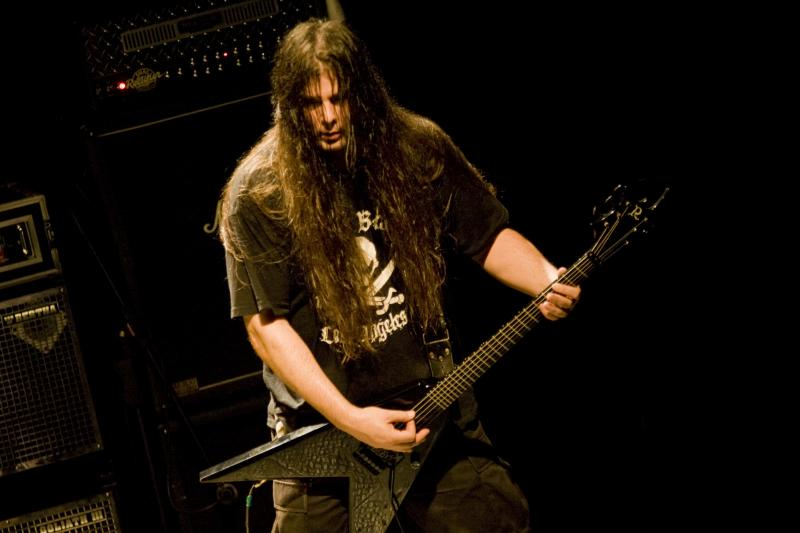
Pat O'Brien podczas koncertu 21 lutego 2010

Grupa powstała w 1988 roku w Buffalo w stanie New York na kanwie trzech lokalnych zespołów Tirant Sin, Beyond Death oraz Leviathan. Zespół utworzyli: wokalista Chris Barnes, gitarzyści Bob Rusay i Jack Owen, basista Alex Webster oraz perkusista Paul Mazurkiewicz. Wkrótce muzycy zarejestrowali pierwsze utwory, które ukazały się 2 maja 1989 roku na kasecie demo pt. Cannibal Corpse. Materiał wzbudził zainteresowanie wytwórni Metal Blade Records z którą grupa podpisała kontrakt. 17 sierpnia 1990 roku ukazał się pierwszy album studyjny formacji zatytułowany Eaten Back to Life. Gościnnie w nagraniach wziął udział Glen Benton – wokalista i basista formacji Deicide. Muzyk zaśpiewał w utworach "Mangled" i "A Skull Full Of Maggots". Druga płyta zespołu pt. Butchered at Birth ukazała się 1 lipca 1991 roku. Gościnnie na płycie ponownie wystąpił Glen Benton. Okładka wydawnictwa wywołała kontrowersje przyczyniając się m.in. do całkowitego zakazu sprzedaży w Niemczech. 22 września 1992 roku został wydany trzeci album Cannibal Corpse pt. Tomb of the Mutilated.
23 marca 1993 roku ukazał się minialbum pt. Hammer Smashed Face. Na płycie znalazły się m.in. interpretacja utworów: "The Exorcist" grupy Possessed oraz "Zero The Hero" z repertuaru Black Sabbath. 18 kwietnia muzycy wystąpili w Zabrzu w ramach festiwalu Metalmania. Również w 1993 roku grupę opuścił Bob Rusay, którego zastąpił Rob Barrett były członek Malevolent Creation. 10 kwietnia 1994 roku zespół wystąpił po raz drugi na festiwalu Metalmania w Zabrzu. 12 kwietnia tego samego roku ukazał się czwarty album studyjny formacji zatytułowany The Bleeding. W 1995 roku z zespołu odszedł Chris Barnes, który skoncentrował się na wstępach w Six Feet Under. Nowym wokalistą został znany z Monstrosity – George "Corpsegrinder" Fisher. Piąty album grupy pt. Vile został wydany 21 maja 1996 roku. Wydawnictwo dotarło do 151. miejsca listy Billboard 200 w Stanach Zjednoczonych. W ramach promocji grupy odbyła trasę koncertową w USA poprzedzając występy Anthrax. Następnie Cannibal Corpse wystąpił w Europie wraz z grupami Immolation i Vader. 25 listopada 1997 roku ukazała się kaseta VHS pt. Monolith of Death. Również w 1997 roku z zespołu odszedł Rob Barrett, który ponownie dołączył do grupy Malevolent Creation. Nowym gitarzystą został znany z występów w Nevermore – Pat O’Brien. 21 kwietnia 1998 roku ukazał się szósty album studyjny Cannibal Corpse pt. Gallery of Suicide. 19 października 1999 roku został wydany siódmy album studyjny zespołu pt. Bloodthirst.

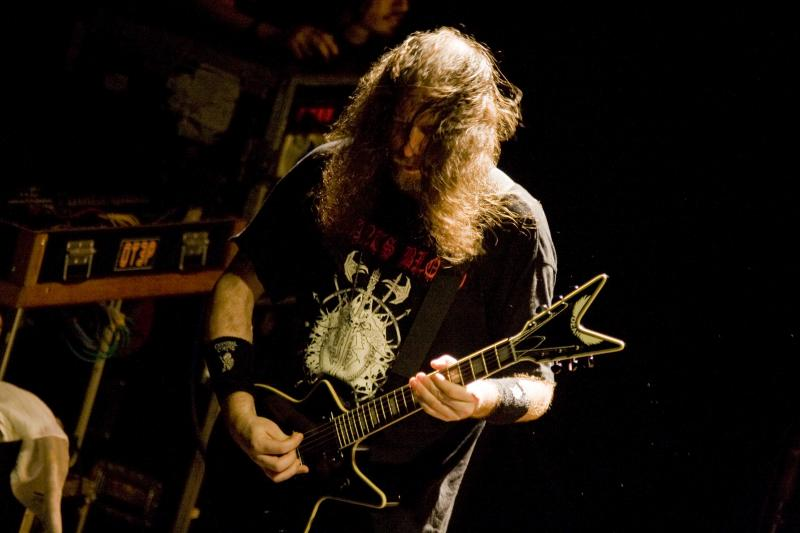
Rob Barrett podczas koncertu 21 lutego 2010

26 września 2000 ukazało się koncertowe wydawnictwo Live Cannibalism. Na wydanym na płytach CD, DVD oraz kasecie VHS albumie znalazł się zapis koncertu grupy w Milwaukee w USA. Ósmy album studyjny zespołu pt. Gore Obsessed ukazała się 26 lutego 2002 roku. Nagrania cieszyły się popularnością m.in. w Niemczech gdzie dotarły 71. miejsca tamtejszej listy sprzedaży. Z kolei 16 marca tego samego roku zespół wystąpił po raz trzeci na festiwalu Metalmania. 22 kwietnia 2003 muzycy wystąpili w warszawskim klubie Proxima. 1 lipca tego samego roku ukazał się minialbum pt. Worm Infested. Na płycie znalazły się m.in. interpretacje utworów "Demon’s Night" z repertuaru Accept i "No Remorse" formacji – Metallica. Natomiast 4 listopada został wydany wielopłytowy box nagrań Cannibal Corpse pt. 15 Year Killing Spree. W międzyczasie George Fisher objął stanowisko wokalisty w melodic deathmetalowym zespole Paths of Possession. 24 lutego 2004 roku został wydany dziewiąty album studyjny formacji pt. The Wretched Spawn. Było to ostatnie wydawnictwo nagrane z udziałem Jacka Owena, który dołączył do zespołu Deicide. Stanowisko nowego gitarzysty Cannibal Corpse objął Jeremy Turner były członek Origin. 8 września tego samego roku grupa wystąpiła w warszawskim klubie Proxima.
W 2005 roku w miejsce Turnera do zespołu powrócił Rob Barrett. Natomiast Alex Webster uzupełnił skład instrumentalnego tria Blotted Science. 21 marca 2006 roku został wydany dziesiąty album studyjny grupy pt. Kill. Album dotarł do 170. miejsca listy Billboard 200 w Stanach Zjednoczonych. 12 marca 2007 roku zespół dał koncert w krakowskim klubie Loch Ness. 8 lipca 2008 roku zostało wydane DVD pt. Centuries of Torment: The First 20 Years. 3 lutego 2009 roku ukazał się jedenasty album studyjny zespołu pt. Evisceration Plague. Wydawnictwo dotarło do 66. miejsca listy Billboard 200 w Stanach Zjednoczonych. Nagrania były promowane teledyskiem do utworu tytułowego który wyreżyserował Dale Resteghini znany ze współpracy z Hatebreed czy Cypress Hill. 20 października tego samego roku formacja wystąpiła w krakowskim klubie Studio. 15 marca 2011 roku ukazało się koncertowe wydawnictwo pt. Global Evisceration. Na płycie DVD wydanej nakładem Metal Blade Records znalazły się dwa koncerty zarejestrowane w maju 2010 roku. Materiał wyreżyserowała Denise Korycki.

## Muzycy
| Obecny skład zespołu - George „Corpsegrinder” Fisher – wokal prowadzący (od 1995) - Rob Barrett – gitara rytmiczna, gitara prowadząca (1993–1997, od 2005) - Pat O’Brien – gitara rytmiczna, gitara prowadząca (od 1997) - Alex Webster – gitara basowa (od 1988) - Paul Mazurkiewicz – perkusja (od 1988) | Byli członkowie zespołu - Chris Barnes – wokal prowadzący (1988–1995) - Bob Rusay – gitara rytmiczna, gitara prowadząca (1988–1993) - Jack Owen – gitara rytmiczna, gitara prowadząca (1988–2004) Muzycy koncertowi - Jeremy Turner – gitara rytmiczna, gitara prowadząca (2004–2005) |

Oś czasu

## Dyskografia

### Albumy studyjne

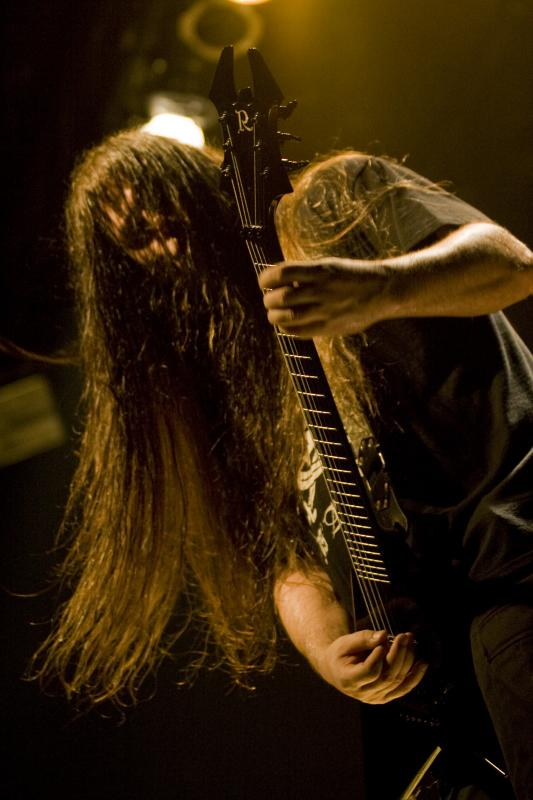
Pat O'Brien podczas koncertu 21 lutego 2010
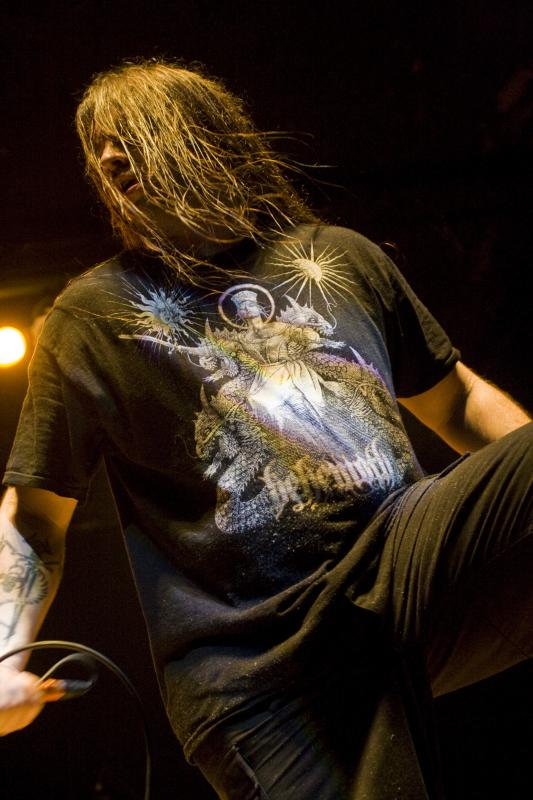
George Fisher podczas koncertu 21 lutego 2010
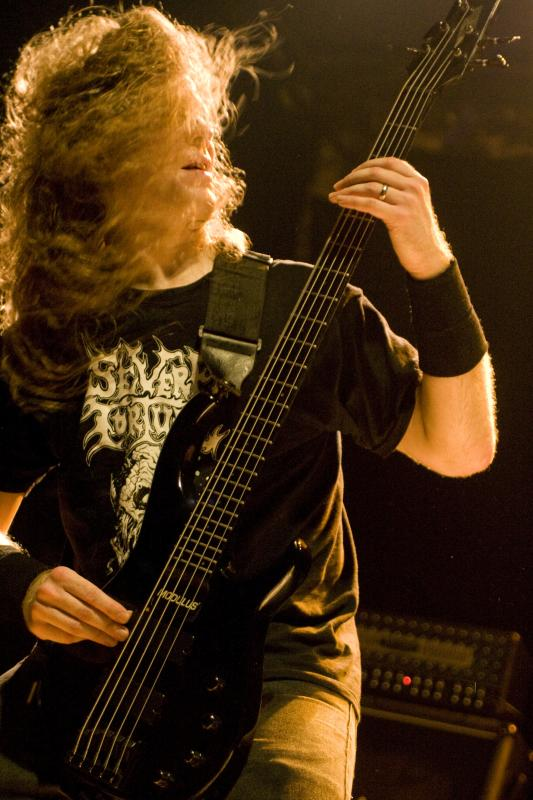
Alex Webster podczas koncertu 21 lutego 2010

| Rok                            | Tytuł                                                                         | Pozycja na liście | Pozycja na liście | Pozycja na liście | Pozycja na liście | Pozycja na liście | Pozycja na liście | Pozycja na liście | Pozycja na liście | Pozycja na liście | Pozycja na liście |
| Rok                            | Tytuł                                                                         | USA               | US Ind.           | GER               | AUT               | FIN               | FRA               | JPN               | SWE               | CHE               | BEL               |
| ------------------------------ | ----------------------------------------------------------------------------- | ----------------- | ----------------- | ----------------- | ----------------- | ----------------- | ----------------- | ----------------- | ----------------- | ----------------- | ----------------- |
| 1990                           | Eaten Back to Life - Data: 17 sierpnia 1990 - Wydawca: Metal Blade Records    | —                 | —                 | —                 | —                 | —                 | —                 | —                 | —                 | —                 | —                 |
| 1991                           | Butchered at Birth - Data: 1 lipca 1991 - Wydawca: Metal Blade Records        | —                 | —                 | —                 | —                 | —                 | —                 | —                 | —                 | —                 | —                 |
| 1992                           | Tomb of the Mutilated - Data: 22 września 1992 - Wydawca: Metal Blade Records | —                 | —                 | —                 | —                 | —                 | —                 | —                 | —                 | —                 | —                 |
| 1994                           | The Bleeding - Data: 12 kwietnia 1994 - Wydawca: Metal Blade Records          | —                 | —                 | —                 | —                 | —                 | —                 | —                 | —                 | —                 | —                 |
| 1996                           | Vile - Data: 21 maja 1996 - Wydawca: Metal Blade Records                      | 151               | —                 | —                 | —                 | —                 | —                 | —                 | —                 | —                 | —                 |
| 1998                           | Gallery of Suicide - Data: 21 kwietnia 1998 - Wydawca: Metal Blade Records    | —                 | —                 | —                 | —                 | —                 | —                 | —                 | —                 | —                 | —                 |
| 1999                           | Bloodthirst - Data: 19 października 1999 - Wydawca: Metal Blade Records       | —                 | —                 | —                 | —                 | —                 | —                 | —                 | —                 | —                 | —                 |
| 2002                           | Gore Obsessed - Data: 26 lutego 2002 - Wydawca: Metal Blade Records           | —                 | 11                | 71                | —                 | —                 | —                 | —                 | —                 | —                 | —                 |
| 2004                           | The Wretched Spawn - Data: 24 lutego 2004 - Wydawca: Metal Blade Records      | —                 | 20                | 74                | —                 | —                 | 136               | —                 | —                 | —                 | —                 |
| 2006                           | Kill - Data: 21 marca 2006 - Wydawca: Metal Blade Records                     | 170               | 16                | 59                | —                 | —                 | 187               | —                 | —                 | —                 | —                 |
| 2009                           | Evisceration Plague - Data: 3 lutego 2009 - Wydawca: Metal Blade Records      | 66                | 6                 | 42                | 41                | 25                | —                 | 256               | —                 | —                 | 71                |
| 2012                           | Torture - Data: 9 marca 2012 - Wydawca: Metal Blade Records                   | 38                | 7                 | 40                | 40                | 35                | 139               | 235               | 37                | 72                | 95                |
| 2014                           | A Skeletal Domain - Data: 16 września 2014 - Wydawca: Metal Blade Records     | 32                | 5                 | 21                | 28                | 26                | 127               | 129               | —                 | 50                | 128               |
| 2017                           | Red Before Black - Data: 3 listopada 2017 - Wydawca: Metal Blade Records      | 95                | 4                 | 16                | 29                | 33                | 172               | 224               | —                 | 29                | 70                |
| 2021                           | Violence Unimagined - Data: 16 kwietnia 2021 - Wydawca: Metal Blade Records   |                   |                   |                   |                   |                   |                   |                   |                   |                   |                   |
| 2023                           | Chaos Horrific - Data: 22 września 2023 - Wydawca: Metal Blade Records        |                   |                   |                   |                   |                   |                   |                   |                   |                   |                   |
| "—" pozycja nie była notowana. |                                                                               |                   |                   |                   |                   |                   |                   |                   |                   |                   |                   |

### Inne
| Rok  | Tytuł                                                                                                 |
| ---- | --- |
| 1989 | Cannibal Corpse (demo) - Data: 2 maja 1989 - Wydawca: brak                                            |
| 1993 | Hammer Smashed Face (EP) - Data: 23 marca 1993 - Wydawca: Metal Blade Records                         |
| 2003 | Worm Infested (EP) - Data: 1 lipca 2003 - Wydawca: Metal Blade Records                                |
| 2003 | 15 Year Killing Spree (Box) - Data: 4 listopada 2003 - Wydawca: Metal Blade Records - Format: 3CD+DVD |
| 2004 | Seven Gates of Horror – A Tribute to Possessed - Data: 18 maja 2004 - Wydawca: Karmageddon Media      |

## Wideografia

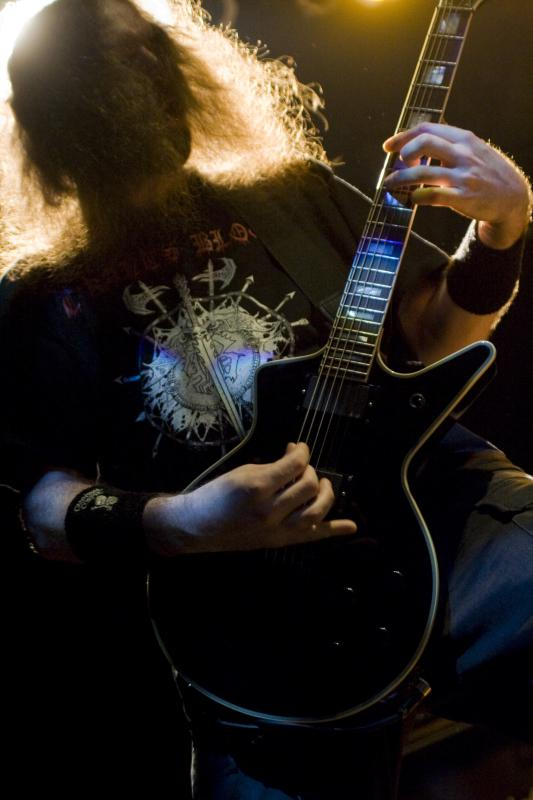
Rob Barrett podczas koncertu 21 lutego 2010

| 1997                           | Monolith of Death - Data: 25 listopada 1997 - Wydawca: Metal Blade Records - Format: VHS                                            | 32 | — |                    |
| 2000                           | Live Cannibalism - Data: 26 września 2000 - Reedycja: 26 września 2002 - Wydawca: Metal Blade Records - Format: VHS, DVD (reedycja) | —  | — |                    |
| 2008                           | Centuries of Torment: The First 20 Years - Data: 8 lipca 2008 - Wydawca: Metal Blade Records - Format: DVD                          | 8  | 8 | - CRIA: 2x platyna |
| 2011                           | Global Evisceration - Data: 15 marca 2011 - Wydawca: Metal Blade Records - Format: DVD                                              | —  | — |                    |
| "—" pozycja nie była notowana. | |    |   |                    |

## Teledyski
| Rok  | Tytuł                                  | Reżyseria       | Album               |
| ---- | -------------------------------------- | --------------- | ------------------- |
| 1994 | "Staring Through the Eyes of the Dead" | David Roth      | The Bleeding        |
| 1996 | "Devoured by Vermin"                   | David Roth      | Vile                |
| 1998 | "Sentenced to Burn"                    | David Roth      | Gallery Of Suicide  |
| 2004 | "Decency Defied"                       | Austin Rhodes   | The Wretched Spawn  |
| 2004 | "Festering In The Crypt"               | —               | The Wretched Spawn  |
| 2006 | "Make Them Suffer"                     | Dan Dobi        | Kill                |
| 2006 | "Death Walking Terror"                 | Dan Dobi        | Kill                |
| 2009 | "Evisceration Plague"                  | Dale Resteghini | Evisceration Plague |
| 2010 | "Priests of Sodom"                     | Kevin Custer    | Evisceration Plague |
| 2012 | "Encased in Concrete"                  | —               | Torture             |
| 2014 | "Kill or Become"                       |                 | A Skeletal Domain   |
| 2017 | "Code of the Slashers"                 |                 | Red Before Black    |